# Ian Lavery
Ian Lavery (Ashington, 6 de Janeiro de 1963) é um político do Partido Trabalhista Britânico e ex-líder sindical que é membro do Parlamento do Reino Unido, representando Wansbeck, no condado de Northumberland, desde as eleições gerais de 2010.
Lavery foi presidente do Sindicato Nacional dos Mineiros. Em Junho de 2017, tornou-se presidente do Partido Trabalhista.

## Primeiros anos
Lavery viveu na cidade de Ashington, em Northumberland, durante a maior parte de sua vida. Depois de deixar a East School, Lavery iniciou um programa de treinamento para jovens, antes de trabalhar na indústria da construção.
Após uma campanha de recrutamento pelo National Coal Board, começou a trabalhar na Lynemouth Colliery em janeiro de 1980.  Em julho de 1980, Lavery iniciou um aprendizado de embarcação de mineração, transferindo-se para a Ellington Colliery em 1981 e frequentou a New College Durham, recebendo um HNC em Mineração.

## Sindicato e início da carreira política
Lavery tornou-se mais ativo no Partido Trabalhista e no movimento sindical. Subiu na hierarquia para se tornar o primeiro presidente de gabinete do Conselho Distrital de Wansbeck. Após essa nomeação, Lavery foi nomeada Secretário Geral da área de Northumberland através do Sindicato Nacional dos Mineiros (NUM).
No ano de 1992, Lavery representou o Comitê Executivo Nacional do NUM. Na votação subsequente, Lavery foi eleito no primeiro turno, com mais de 50% dos votos. Quando Arthur Scargill deixou o cargo de presidente do NUM em agosto de 2002, Lavery foi eleito através de eleição realizada pelos sindicalizados. Ele foi percebido por muitos no NUM como "o sucessor natural de Arthur Scargill".

## Vida parlamentar
Em fevereiro de 2010, Lavery tronou-se o candidato parlamentar em potencial ao Partido Trabalhista de Wansbeck. Ele foi eleito deputado ao Parlamento em 6 de maio de 2010, com uma maioria reduzida.
No dia  8 de maio de 2015, Lavery foi reeleito como o deputado de Wansbeck com 19.276 votos. Apesar de seu partido sofrer nacionalmente uma derrota, a votação de Lavery aumentou para 10.881 (que simbolizou um aumento de 28,2%) em 2010 sobre Chris Galley, do Partido Conservador.
Em 12 de dezembro de 2019, Lavery resistiu aos movimentos dos conservadores no nordeste e foi reeleito como parlamentar de Wansbeck com 17.124 votos e uma maioria reduzida de 814 (2,0%) sobre Jack Gebhard, do Partido Conservador.
No ano de 2011, durante o período de perguntas do primeiro-ministro, Lavery perguntou a Cameron se ele pretendia demitir o consultor de políticas de saúde Mark Britnell. Britnell, então chefe de saúde da KPMG e anteriormente consultor dos trabalhistas em cuidados de saúde privados havia previsto uma 'grande oportunidade' para empresas privadas, com o Serviço Nacional de Saúde (NHS) sendo finalmente relegado ao papel de provedor de seguros. Cameron demonstrou surpresa alegando ter ouvido falar recentemente de Britnell.
Foi um dos 16 signatários de uma carta aberta a Ed Miliband em janeiro de 2015, exigindo que se comprometesse a opor-se as políticas de austeridade, levar as franquias ferroviárias de volta à propriedade pública e fortalecer os acordos de negociação coletiva.
Foi um dos apoiadores da candidatura de Jeremy Corbyn nas Eleições gerais no Reino Unido em 2017.

### Combate a pobreza
Desde que foi eleito pela primeira vez em 2010, defendeu questões relacionadas aos benefícios sociais recebidos por algumas das pessoas mais vulneráveis da sociedade, incluindo pessoas com deficiência.
Em dezembro de 2012, ele disse à Câmara dos Comuns que havia recebido uma cópia de uma nota de suicídio de um eleitor de 54 anos que havia tirado a vida devido a cortes nos benefícios por incapacidade. Dirigindo-se ao primeiro-ministro da época, David Cameron, disse Lavery; “Tenho em minhas mãos uma genuína nota de suicídio de um constituinte meu que, infelizmente, tirou a própria vida depois que foi informado de que não tinha mais direito a emprego e apoio a subsídios e benefícios por incapacidade. Em todo o Reino Unido, mais de 1.000 pessoas morreram apenas alguns meses depois de receberem instruções para encontrar trabalho. Em 2012, devemos ser uma sociedade civilizada. Deveríamos cuidar de cidadãos com deficiência no Reino Unido. O primeiro-ministro ouvirá as 62.000 pessoas que assinaram uma petição e finalmente ordenará uma avaliação de todas as mudanças que afetam as pessoas com deficiência neste país?".
Lavery pediu as pessoas que doem para bancos de alimentos, especialmente durante as férias escolares, quando crianças de famílias pobres não recebem refeições escolares gratuita.

### Legalização da Cannabis
Em 2018, Lavery apresentou uma petição a membros privados pedindo que o governo legalizasse o uso de cannabis medicinal. Abriu a petição em nome de um constituinte que estava tratando a dor e os sintomas do câncer grave com óleo de canabidiol. 
Falando à Câmara dos Comuns quando apresentou a petição, Lavery afirmou que, "esta petição insta o governo a legalizar o óleo de cannabis para uso médico em todo o Reino Unido". Depois de apresentar a petição de Cannabis medicinal, Lavery disse; "chegou a hora do governo agir imediatamente e legalizar os produtos de Cannabis Medicinal, para pessoas como meu constituinte Paul (Keeney) e as quase 300.000 pessoas que assinaram sua petição no change.org".

## Controvérsias

### Blackface
Em 2014, Lavery posou com um de seus filhos que usou o Blackface (uso de maquiagem para escurecer a pele) para se parecer com Michael Jackson. Segundo o Daily Mail, alguns dos eleitores de Lavery disseram que o consideravam ofensivo.

### Suspeita de corrupção
Em março e abril de 2016, o Sunday Times e a BBC Newsnight relataram que Lavery havia recebido 72.500 de euros de um fundo criado pelo Sindicato Nacional dos Mineiros. Lavery negou a impropriedade e disse que não tinha nada além de orgulho por seu tempo no Sindicato Nacional dos Mineiros, que ele chamou de "uma organização incrível que entregou milhões de libras em indenização para trabalhadores em todo o país".

## Vida pessoal
Lavery casou-se com Hilary Baird em 1986, aos 23 anos, na Igreja do Santo Sepulcro em Ashington (conhecida localmente como Igreja dos Mineiros).
O casal tem dois filhos, Ian Junior, nascido em 1988 e Liam, nascido em 1993. Liam é vereador da ala universitária de Ashington e é ativista do Partido Trabalhista desde a adolescência.
Lavery é um torcedor do Newcastle Em uma entrevista de 2018, falou sobre seus primeiros anos assistindo ao clube jogar e sobre seu boicote pessoal a participar dos jogos desde que Mike Ashley comprou o clube de futebol em 2007. Lavery foi um crítico de Ashley e foi descrito em uma entrevista como "não gostar do homem com uma grande paixão", afirmando que "a maneira como ele trata sua força de trabalho é francamente desprezível" como um de seus principais fatores 